# Dr. Popov
Dr. Popov s.r.o. je česká společnost, výrobce bylinných čajů a mastí, přírodní kosmetiky, produktů s psylliem a potravních doplňků. Staví na základech rodinné bylinářské tradice. Současný majitel firmy RNDr. Pavel Popov je již třetí generací, která se bylinami a přírodní léčbou zabývá.

## Historie a zaměření
Společnost je českým výrobcem bylinných čajů, mastí a doplňků stravy. Na českém trhu působí od roku 1993. Navazuje na dlouholetou rodinnou bylinářskou tradici. Dědeček zakladatele firmy, MUDr. Mitrofan Popov, původem Rus, byl řadu let lékařem ve francouzských koloniích v Africe, druhou část života strávil v Čechách jako venkovský lékař. Po celý život používal k léčbě svých pacientů též byliny. Na jeho práci navázal syn Ing. Vladimír Popov, lidový léčitel a velký znalec bylin. V rodinné tradici pokračuje nyní vnuk, Pavel Popov, který v roce 1993 založil firmu, jejímž je majitelem. Vystudoval Přírodovědeckou fakultu Univerzity Karlovy (1985–1989).
Výroba produktů probíhá na dvou místech. Přírodní kosmetika se vyrábí v Tachově, zatímco v blízké Plané je soustředěna výroba čajů a potravních doplňků. Firma distribuuje produkty prostřednictvím specializovaných obchodů, lékáren a internetového obchodu.
Od roku 1998 společnost na český trh dodává vlákninu psyllium. O dva roky později přesunula výrobnu čajů do nových prostor a v roce 2003 postavila nové budovy s výrobními a skladovými prostory a administrativní částí v Plané. V témže roce firma navázala spolupráci s akciovou společností Ryor. Vyrábí pro ni tři druhy čajů (Lymfodren, Modelin, Stop Apetit) a nativní stravu Pohár života. V roce 2009 zahájila provoz v nové výrobně kosmetiky v Tachově a o rok později získala certifikaci HACCP a ISO 2007 a ISO 2010.[zdroj?]

## Produktové řady
- Vláknina Psyllium Dr. Popova (největší sortiment v ČR, rozpustná i nerozpustná vláknina, doplněk stravy)[6]
- Psyllicol® (obohacené Psyllium Dr. Popova, doplněk stravy)
- Bylinné masti – vyráběné podle tradičních lidových receptur (Svízelová, Heřmánková, Propolisová, atd.)
- Bylinné čajové směsi, sypané i porcované (např. Otylka, Univerzální čisticí čaj, atd.)
- Bylinné tinktury
- Bylinné kapsle
- Kosmetika
- Výrobky s CBD